# Coccoderus biguttatus
Coccoderus biguttatus là một loài bọ cánh cứng trong họ Cerambycidae.